# Nicolas Truong
Pour les articles homonymes, voir Truong.
Nicolas Truong, né en 1967 à Paris, est un journaliste français qui dirige la section « Idées - Débats » du Monde. 
Il est responsable du « Théâtre des idées » au festival d’Avignon entre 2004 et 2013. Toujours dans le cadre du festival d'Avignon, aux « Ateliers de la pensée », il anime, de 2014 à 2019, les « controverses du Monde »,.  

## Biographie
Nicolas Truong naît en 1967 à Paris. Il a été journaliste au Monde de l'éducation, et conseiller de la rédaction de Philosophie Magazine. En 1989, il fonde sa propre revue littéraire, intitulée Lettre, qu’il arrête de publier en 1993. il devient ensuite journaliste au Monde. 
En parallèle de ses activités de journaliste, il publie aussi des livres d'interviews avec des intellectuels contemporains, notamment Alain Badiou. 
Entre 2010 et 2012, il anime également « Les idées de la cité » à l'abbaye royale de Fontevraud[réf. nécessaire]. En 2012, il met en scène, notamment au festival d'Avignon, le « Projet Luciole » ,,, adaptation théâtrale de textes issus de la pensée critique, puis, en 2016, le spectacle théâtral « Interview »,,. 
Depuis juillet 2017, il s'intéresse plus particulièrement aux signaux annonciateurs des risques pluriels d'effondrement de la civilisation industrielle, aux multiples dégâts du vivant déjà constatés, et aux manières de réagir de divers mouvements tentant de résister et/ou s'adapter ; sujets dont il fait une synthèse en janvier 2024 dans le journal Le Monde.

### Les«penseurs du vivant»
À partir de 2021, Nicolas Truong lance une longue série de portraits dans le Monde sur un certain nombre de jeunes intellectuels en lesquels il identifie un mouvement commun qu'il baptise « penseurs du vivant » (selon une formule de Bruno Latour), identifiés par l'influence explicite du tournant ontologique défendu par certains anthropologues français (Bruno Latour, Philippe Descola et Eduardo Viveiros de Castro), et souvent publiés dans les mêmes collections (principalement les Éditions Wildproject et la collection « Mondes sauvages » d'Actes Sud). Y figurent notamment — en plus des vieux maîtres Descola et Latour — Baptiste Morizot, Estelle Zhong Mengual, Vinciane Despret, Nastassja Martin, Emanuele Coccia, Frédéric Keck, Camille de Toledo ou encore l'éditeur Baptiste Lanaspèze,. 
En juin 2023, il publie lui-même aux éditions Actes Sud un ouvrage intitulé « Les penseurs du vivant », consacré aux mêmes écrivains. 
La formule fait école, et est utilisée notamment par les détracteurs de ce même courant de pensée, comme Alexandra Bidet,  Frédéric Lordon ou Francis Wolff,.

## Publications
En tant qu'auteur principal : 
- Le théâtre des idées : 50 penseurs pour comprendre le XXIe siècle, Flammarion, 2008[21]
- Nicolas Truong et collectif, Résistances intellectuelles. Les combats de la pensée critique, La Tour d’Aigues, France, éditions de l’Aube, 2013  (ISBN 978-2-8159-0831-3)
- Penser le 11 janvier, éditions de l'Aube, collection « Urgence de comprendre », 2015.
- Résister à la terreur, éditions de l'Aube, en collaboration avec d'autres auteurs, 2016

Collaborations : 
- Une histoire du corps au Moyen Âge, avec Jacques Le Goff, 2003[22]
- Éloge de l'Amour, avec Alain Badiou[23], Flammarion, 2009
- Éloge du théâtre, avec Alain Badiou, Flammarion, 2013
- Les chants mêlés de la Terre et de l'Humanité, Jean-Claude Ameisen, entretiens avec Nicolas Truong, éditions de l'Aube, 2015
- La peur de l'islam, Olivier Roy, dialogues avec Nicolas Truong, éditions de l'Aube, 2015
- Le sens de la République, avec Patrick Weil, Collection Folio actuel (n°166), 2016
- Vivre autrement, Claire Marin, dialogues avec Nicolas Truong, éditions de l'Aube, juin 2021